# 970 Primula
970 Primula este un asteroid din centura principală, descoperit pe 29 noiembrie 1921, de Karl Reinmuth.